# Soumaya Mestiri
Pour les articles homonymes, voir Mestiri.
Soumaya Mestiri, née le 8 juillet 1976 à La Marsa, est une philosophe tunisienne.

## Biographie
Après ses études, elle est chargée de cours à l'université Paris 1, où elle soutient en 2003 une thèse intitulée La conception de la personne dans la philosophie de John Rawls : essai de reconstruction de la théorie de justice comme équité, devant un jury présidé par Emmanuel Picavet, et comprenant également Catherine Audard et Monique Canto-Sperber,. Elle mène ensuite des recherches postdoctorales à l'université de Louvain-la-Neuve puis, en 2005, revient enseigner en Tunisie. Elle y est professeure à la faculté des sciences humaines et sociales de Tunis. 
Sa thèse devient un ouvrage publié en 2007 par la Maison des Sciences de l'Homme et titré De l'individu au citoyen : Rawls et le problème de la personne, suivi en 2009 par un autre ouvrage, Rawls : justice et équité, aux Presses universitaires de France. Entretemps, elle manifeste son intérêt pour les textes philosophiques de tradition arabo-musulmane, traduisant et commentant notamment le philosophe persan médiéval Al-Fârâbî, le philosophe et mathématicien Al-Kindi et l'écrivain polémiste, théologien et naturaliste Al-Jahiz,.
À partir de 2009, ses recherches empruntent des axes nouveaux, approfondissant l'histoire arabo-musulmane sur des thèmes tels que la démocratie et l'islam, en revenant à des analyses d'Al-Kindi et de Ibn Khaldoun, ou d'Amartya Sen. Elle s'intéresse également au rapport entre féminisme, société occidentale et société islamique, et s'aventure même de façon ponctuelle dans le débat en France sur le burkini, en mettant en exergue dans certaines réactions de féministes françaises une forme de « compassion surplombante » vis-à-vis de la femme musulmane, ce qui provoque de vifs débats.
En 2016, elle publie Décoloniser le féminisme : une approche transculturelle où elle analyse les différents courants féministes en Occident et en Orient.

## Principales publications
- De l'individu au citoyen : Rawls et le problème de la personne, Paris, Éditions de la Maison des Sciences de l'Homme, coll. « Philia Série Monde », 2007, 242 p. (ISBN 978-2-7351-1201-2).
- Rawls : justice et équité, Paris, Presses universitaires de France, coll. « Philosophies », 2009, 160 p. (ISBN 978-2-13-056974-9).
- Décoloniser le féminisme : une approche transculturelle, Paris, Librairie philosophique Vrin, 2016, 180 p. (ISBN 978-2-7116-2693-9).
- Élucider l'intersectionnalité : les raisons du féminisme noir, Paris, Librairie philosophique Vrin, 2020, 169 p. (ISBN 978-2-7116-2951-0).
- Pour un féminisme décentré : recadrer, résister, Paris, Le Cavalier Bleu, 2024, 159 p. (ISBN 979-1-0318-0705-8).

## Principales traductions ou éditions commentées
- Al-Fârâbî (trad. Soumaya Mestiri et Guillaume Dye), Aphorismes choisis, Paris, Fayard, 2003, 240 p. (ISBN 978-2-213-61624-7).
- Al-Jahiz (trad. de l'arabe par Mohamed Mestiri), Le Livre des animaux : de l'étonnante sagesse divine dans sa création et autres anecdotes, Paris, Fayard, 2003, 228 p. (ISBN 2-213-61625-6).
- Al-Kindi (trad. Soumaya Mestiri), Comment échapper à la tristesse et autres textes éthiques, Paris, Fayard, 2004, 127 p. (ISBN 978-2-213-61840-1).

## Quelques articles
- « L'islam, un interlocuteur démocratique ? Vers un concept global de démocratie », Diogène, vol. 2, no 226,‎ 2009, p. 27-38 (DOI 10.3917/dio.226.0027, lire en ligne, consulté le 22 décembre 2020).
- « Un féminisme musulman occidental, pourquoi (faire) ? », Raison publique,‎ novembre 2010 (ISSN 1767-0543, lire en ligne, consulté le 22 décembre 2020).
- « Religion, communauté et personne : sur l'« engagement métaphysique » du (très) jeune Rawls », Revue philosophique de Louvain, vol. 111, no 4,‎ 2013, p. 723-740 (ISSN 0035-3841).
- « Appropriation-réappropriation, délestage, décalage », Multitudes, vol. 3, no 84,‎ 2021, p. 122–128 (ISSN 0292-0107, DOI 10.3917/mult.084.0122, lire en ligne, consulté le 10 mars 2023).